# Messerschmitt Me 323
Messerschmitt Me 323 Gigant (»Velikan«) je bil nemško šestmotorno propelersko vojaško transportno letalo iz 2. svetovne vojne. Razvit je bil na podlagi jadralnega letala Me 321. Skupaj so zgradili 213 letal.
Me 321 so razvili kot jadralno letalo za operacijo Morski lev. Novo jadralno letalo so gradili na podlagi izkušenj iz manjšega DFS 230. Junkers in Messerschmitt sta oba predložila predloga, vendar Junkers Ju 322 Mammut ni dosegel serijske proizvodnje. Messerscmitovo letalo je sprva imelo oznako Me 261w, potem Me 263 in na konci Me 321. Letalo so uporabili kot transportnik na vzhodni fronti.
V začetku leta 1942 so se odločili za razvoj verzije z motorji - Me 323. Uporabili so francoske zvezdaste motorje Gnome et Rhône GR14N, vsak z 1180 KM. Imel je fiksno pristajalno podvozje. Pri gradnji so veliko uporabljali les, zaradi omejenih zalog aluminija.
Novo letalo je imelo majhno potovalno hitrost, samo 210 km/h. 

## Tehnične specifikacije (Me 323 D-6)
Podatki iz Britannica Book Of The Year 1944
Splošne karakteristike
- Posadka: 5
- Število sedežev: 130 vojakov ali 10–12 ton tovora
- Dolžina: 28,2 m (92 ft 4 in)
- Razpon kril: 55,2 m (181 ft 0 in)
- Višina: 10,15 m (33 ft 3,5 in)
- Površina kril: 300 m² (3228 sq ft)
- Teža praznega letala: 27330 kg (60260 lb)
- Naložena teža: 29500 kg (65000 lb)
- Maks. vzletna teža: 43000 kg (94815 lb)
- Pogon letala: 6 ×  Gnome-Rhône 14N-48/49, 1180 KM pri vzletu (868 kW)  vsak

 Zmogljivost 
- Maks. hitrost: 285 km/h (177 mph (154 kn))
- Potovalna hitrost: 218 km/h (136 mph (118 kn))
- Doseg: 800 km (500 mi)
- Največji doseg: 1100 km (684 mi)
- Višina leta: 4000 m (13123 ft)
- Hitrost vzpenjanja: 3,6 m/s (710 ft/min)

Oborožitev

- Strelno orožje: multiple 7.92 mm MG 15, MG 81 ali 13 mm MG 131